# 갈색 인종

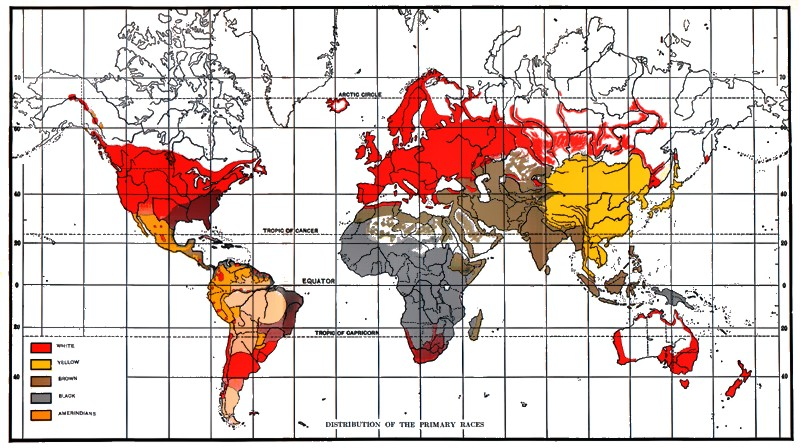
우생학자 Lothrop Stoddard의 전 세계 인종 지도. The Rising Tide of Color Against White World-Supremacy.

갈색 인종(褐色人種)은 인종적, 민족적 분류의 하나이다. 흑인과 백인처럼 피부색에 기반하여 인종에 대한 은유적 표현이다. 인종본질주의 인류학에서 갈색과 "갈색 인종"에 대한 용어는 북아프리카, 아프리카의 뿔, 서아시아, 남아시아, 동남아시아, 북아메리카, 남아메리카의 다양한 인구를 포함하는 일련의 가설적 인종 그룹을 가리키곤 하였다.

## 민족학적, 인종적 식별자
"갈색 인종"이라는 호칭은 20세기와 21세기에 여러 그룹으로 적용되었다. 인종 및 민족학 사회학자 에드워드 텔레스(Edward Telles)와 잭 포브스(Jack Forbes)는 이 분류가 생물학적으로 잘못된 것이라고 논한다. 그러나 텔레스는 이것은 여전히 사회적 중요성이 있다고 언급한다.

## 같이 보기
- 인종 차별
- 인종의 용광로

## 참고 문헌
- Alexander Winchell (1890). 〈XX. Genealogy of the Brown Races〉. 《Preadamites: Or, A Demonstration of the Existence of Men Before Adam》. S. C. Griggs and company. xvii et seq.